# Han Hedi

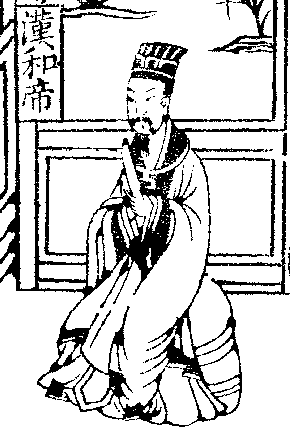

Keizer He van Han, ch. 漢和帝, py. hàn hé dì, wg. Han Ho-ti, (79 - 13 februari 105) was keizer van China van 88 tot 105, uit de Han-dynastie.
Hij was een zoon van Han Zhangdi en een kleinzoon van Han Mingdi, en hij was ook de achterkleinzoon van Han Guangwudi, de stichter van de Oostelijke Han-dynastie. Hij kwam op negenjarige leeftijd op de troon als eerste kindkeizer van de Oostelijke Han-dynastie. Zijn regering werd gekenmerkt door het begin van het verval van de Oostelijke Han-dynastie. 
Machtsstrijd tussen verschillende machtige clans, de confuciaanse ambtelijke elite en de eunuchen leidde tot een sterke politieke achteruitgang en intriges aan het hof. Alhoewel zijn regering ook werd gekenmerkt door militaire successen en de uitvinding van papier door de eunuch Cai Lun, begon tijdens zijn regering de landprivatisering weer, verzwakte de macht van de keizer enigszins, nam de onafhankelijkheid van gouverneurs en generaals toe en begon de corruptie, alhoewel niet al te erg tijdens zijn regering, weer het rijk te verzwakken.
De problemen die tijdens de regering van Han Hedi begonnen, kwamen doordat het rijk te groot geworden was en doordat sommige clans veel te veel macht kregen. De directe aanleidingen voor de problemen waren vooral de intriges van Han Hedi`s moeder Keizerin-weduwe Dou en diens familie de Dous clan. Keizerin-weduwe Dou was erin geslaagd om Han Hedi kroonprins te maken en na de dood van Han Zhangdi trad ze op als regent. Ze maakte haar familieleden tot belangrijke ambtenaren maar allemaal gebruikten ze deze macht verkeerd, en waren ze erg corrupt. In 92 slaagde Han Hedi erin om de broers van de keizerin uit te schakelen met de hulp van eunuch Zheng Zong en diens broer Liu Qing maar dit leidde er weer toe dat eunuchen de mogelijkheid kregen zich te bemoeien met staatszaken.
De Qiangopstanden zorgden ook voor problemen. Deze opstanden ontstonden ten gevolge van de lichte corruptie van ambtenaren en door landprivatisering. Han Hedi zelf was een redelijke heerser die het goede voor zijn volk wilde doen, maar hij was erg jong en onervaren en hij slaagde er niet in de problemen te beëindigen. De verzwakking van het rijk die tijdens Hedi`s regering begon werd nog verder versterkt doordat de latere periode van Hedi`s regering ook nog eens gekenmerkt werd door een reeks vreselijke natuurrampen.
Een van de belangrijkste aspecten van de regering van Han Hedi was het ontbreken van een opvolger. Hij verloor veel kinderen terwijl ze nog klein waren -sommige aan intriges en moord- en hij had maar twee mannelijke opvolgers bij zijn dood, die hem niet lang overleefden. Dit zou de opvolgers van Han Hedi ook vaak overkomen. Veel opvolgers gingen verloren aan intriges en dit droeg verder bij aan de instabiliteit van de Oostelijke Han-dynastie.

## Jeugd en troonsbestijging
Han Hedi werd geboren als Prins Zhao, de zoon van Han Zhangdi en diens concubine Consorte Liang, in 79. Aangezien Han Zhangdis favoriet, Keizerin Dou, geen eigen zonen had adopteerde ze Prins Zhao als haar eigen kind. Hierin heeft ze zich misschien laten inspireren door haar schoonmoeder, Keizerin Ma, die Han Zhangdi, de zoon van Han Mingdi en diens concubine Consorte Jia geadopteerd had als haar eigen kind. Toen Prins Zhao geboren was, was zijn oudere halfbroer Liu Qing geboren bij een andere concubine, Consorte Song, al kroonprins gemaakt. Keizerin Dou echter wilde toch dat haar zoon kroonprins werd dus ze probeerde Consorte Song en diens jongere zus, ook keizerlijke consorte, uit te schakelen. Het gevolg was een opvolgingsstrijd over wie Han Zhangdi zou opvolgen.
In 82 kwam er een mogelijkheid voor keizerin Dou om de macht te grijpen. Consorte Song, de moeder van Kroonprins Qing, werd erg ziek en in haar ziekte hunkerde ze naar rauwe cuscuta en ze verzocht haar familie die te brengen. Keizerin Dou maakte zich meester van de cuscata en gebruikte dit om Consorte Song en haar familie vals van hekserij te beschuldigen. Han Zhangdi was woedend en verbande kroonprins Qing van het hof. Hij liet Consorte Song arresteren door de eunuch Cai Lun. Consorte Song zag dat ze in diepe problemen zaten en ze pleegde zelfmoord. Kroonprins Qing werd afgezet en in plaats daarvan tot Prins van Qinghe gemaakt. Prins Zhao werd nu kroonprins in zijn plaats. Kroonprins Zhao echter had een goede band met zijn halfbroer en ze brachten vaak tijd samen door.
De zussen Song waren niet Keizerin Dou's enige slachtoffers. Nadat Prins Zhao kroonprins was gemaakt, durfde de clan van moederskant, de Liangs, het niet aan om openlijk feest te vieren, maar waren ze in het geheim blij. Toen de Dous clan hierachter kwam, waren ze boos en geërgerd en besloten ze dat ze de Liangs clan moesten elimineren. Keizerin Dou begon valse informatie te geven over Kroonprins Zhao's geboorte moeder Consorte Liang, en diens zus, ook een keizerlijke consorte, en ze verloren de genegenheid van Keizer Zhang. In 83 kwamen de Dous met nog meer beschuldigingen, waardoor de vader van Consorte Liang, Liang Song gearresteerd werd en in de gevangenis stierf. Consorte Liang stierf van angst en verdriet.
In 88 stierf Han Zhangdi en besteeg kroonprins Zhao negen jaar oud de troon, onder de postume naam Han Hedi.

## Vroege regering en de macht van de Dous
De kind-keizer had echter geen echte macht, het bewind werd gevoerd door Keizerin-weduwe Dou en haar familie. Keizerin-weduwe Dou legde veel macht in de handen van haar broers: Dou Xian, Dou Du, Dou Jing en Dou Gui. Van al haar broers was Dou Gui de enige redelijke en kundige bestuurder, alle anderen, vooral Dou Xian waren arrogant en corrupt en gebruikten hun connecties met de Keizerin om andere ambtenaren uit te schakelen. Later in 88, echter, beging Dou Xian zulke misdaden dat zelfs Keizerin-weduwe Dou hem dreigde te laten arresteren. Liu Chang de markies van Duxiang was erg gewaardeerd bij Keizerin-weduwe Dou vanwege zijn intelligentie, en Dou Xian werd bang dat Liu Chang zijn macht wilde verdelen. Daarom liet hij Liu Chang vermoorden en beschuldigde hij diens broer. Veel rechters echter die niet bang waren voor Dou Xian, begonnen een onderzoek en ontdekten zijn schuld. Keizerin-weduwe Dou was woedend en plaatste hem onder huisarrest. Dou Xian bood aan om een leger tegen de noordelijke Xiongnu te leiden en Keizerin-weduwe Dou ging akkoord. Sinds de regering van Han Guangwudi waren De Xiongnu verdeeld in een zuidelijke groep, die als een loyale vazal diende, en een noordelijke groep, die het rijk voortdurend aanviel.
In 89 leidde Dou Xian een leger noordwaarts en hij verpletterde de Xiongnu. Na deze grote militaire overwinning werd Dou Xian nog arroganter, wat Keizerin-weduwe Dou hem vergaf. Hij behaalde nog een gigantische overwinning op de Xiongnu in 91 en het resultaat was dat hij het complete bestuur domineerde en alle ambtenaren risico liepen ontslagen of zelfs vermoord te worden.

## De staatsgreep tegen de Dous
In 92 echter zouden de Dous snel ten val komen, ten gevolge van een staatsgreep. De details zijn onduidelijk, maar het schijnt dat Han Hedi was aangemoedigd door zijn halfbroer Prins Qing (wiens moeder was gestorven dankzij Keizerin-weduwe Dou, en die dankzij haar ook afgezet was als kroonprins), en door de eunuch Zheng Zhong. Gebaseerd op de oude historische bronnen zouden sommige bondgenoten van de Dous (maar niet de Dous zelf) een plan maken om de keizer te vermoorden. Het gebrek aan motief echter doet moderne historici hieraan twijfelen. Han Hedi die bang was vermoord te worden maakte samen met Prins Qing en Zheng Zhong een plan om de macht van de Dous te vernietigen. Ze kregen hulp van een andere broer van de keizer Liu Kang, de Prins van Qiancheng. In de zomer maakte Han Hedi een snelle aanval, hij gaf de keizerlijke wachten opdracht alert te zijn en de poorten te sluiten. De Dous' bondgenoten die beschuldigd werden van het smeden van een complot, werden geëxecuteerd. Een keizerlijke boodschapper werd gestuurd om het keizerlijke zegel van commandant van de legers te pakken te krijgen. De broers van Keizerin-weduwe Dou werden allemaal teruggestuurd naar hun grensgebieden, maar onder strikte bewaking, Han Hedi liet ze namelijk executeren maar niet publiekelijk. Dus toen ze eenmaal teruggekeerd waren naar hun grensgebieden gaf hij hen allemaal, behalve de oprechtere Dou Gui, de opdracht om zelfmoord te plegen.

## Late regering
Na de staatsgreep tegen de Dous lijkt Han Hedi echt de macht te hebben gegrepen en verloor Keizerin-weduwe Dou al haar macht, al bleef hij haar wel als moeder vereren. Misschien had hij wel een vermoeden dat zij zijn echte moeder niet was, maar hij wist het niet zeker. Prins Qing werd een belangrijke adviseur en de eunuch Zheng Zhong ook. Hierdoor raakte eunuchen echter betrokken in de politiek. Dit leidde echter tot een opklimmende graad waarin eunuchen betrokken mochten zijn bij staatszaken, wat door zou gaan tijdens de rest van de Oostelijke Han-dynastie. In 102 werd Zheng Zhong markies gemaakt, een zeer ongebruikelijke actie. In de nagolf van de staatsgreep werden alle ambtenaren die ervan verdacht werden bij de Dous te horen ontslagen. De belangrijkste onder hen was de historicus Ban Gu die assistent was geweest van Dou Xian, en was opgenomen in de Dous aristocratie. Ban Gu's broer Ban Chao werd echter niet beschuldigd en bleef keizerlijke steun genieten in zijn Xiyucampagnes. Ook generaal Song You werd ontslagen. In 97 stuurde Ban Chao zijn assistent op een missie naar Rome. Uiteindelijk keerde hij terug nadat hij een onbekende zee had bereikt, waarschijnlijk de Perzische Golf of de Middellandse Zee, zonder Rome te hebben bereikt. In 102, na Ban Chao`s pensioen echter, kwamen de Xiyukoninkrijken in opstand tegen het Han-gezag, en de macht over Xiyu werd verloren.
De regering van Han Hedi was over het algemeen nog vrij van erg grote corruptie, alhoewel corruptie binnen het ambtenarenapparaat de politieke toestand van het rijk wel verzwakte en de economie aantastte en ook voor uitzuiging van boeren en burgers zorgde. Han Hedi zelf lijkt een oprecht en bezorgd heerser te zijn geweest die om zijn volk gaf. Maar zijn jeugdigheid en onervarenheid zorgden ervoor, dat hij niet net zo goed kon regeren als zijn vader Han Zhangdi, zijn grootvader Han Mingdi en zijn overgrootvader Han Guangwudi. 
Tijdens Hedi`s regering vond er redelijke gebiedsuitbreiding plaats en was er nog sprake van culturele bloei. In 105 vond de eunuch Cai Lun het papier uit. Dit was een geweldige uitvinding omdat het de kosten van onderwijs en de schrijfkunst drastisch verlaagde. Maar tijdens zijn regering begonnen tevens een hoop problemen. De macht van aristocratische hof-clans en de confuciaanse ambtenaren groeide sterk in het nadeel van keizer. Door de staatsgreep tegen de Dous clan in 92 konden eunuchen zich gaan bemoeien met staatszaken en nam hun macht ook sterk toe. Aan het hof kwamen telkens meer intriges en machtsconflicten en het bestuur verslechterde. De macht van grootgrondbezittende clans nam weer toe en de terugkeer van landprivatisering zorgde ervoor dat veel boeren hun land verloren en werkloos werden. Generaals gouverneurs en edelen begonnen zich ook onafhankelijker te gedragen en vergaarden meer macht. Doordat Hedi erg jong en onervaren was en het bestuur verzwakte door machtsstrijd kreeg de corruptie weer de kans om de kop op te steken. Alhoewel de corruptie nog niet al te groot was tijdens Hedi`s regering en er ook veel capabele en eerlijke ambtenaren waren, begonnen een hoop lokale ambtenaren en belastingspachters aan corruptie, omkoperij en uitzuiging waardoor een hoop boeren en burgers verarmden, de landbouw en handel in verval raakten, er veel ontevredenheid kwam, de politieke situatie instabieler werd, het bestuur achteruit ging en de economie langzamerhand steeds meer verzwakte. De economische achteruitgang en de landprivatisering werden nog verder verergerd door een serie vreselijke natuurrampen die de latere periode van Hedi`s regering teisterde. Hedi`s regering werd over het algemeen gekenmerkt door de successen van zijn voorgangers, maar ook de problemen van zijn opvolgers, en vormde een overgang van de bloeiperiode van de Oostelijke Han-dynastie naar het tijdperk van verval. 
In 97 stierf Keizerin-weduwe Dou. Nu pas begonnen ambtenaren Han Hedi te vertellen dat zij niet zijn echte moeder was, maar Consorte Liang. Hij zocht haar broers en vereerde hen met hoge en machtige posities. Vanaf nu af aan zou hierdoor de Liang clan een van de machtigste clans uit de Oostelijke Han aristocratie worden. En hij begon zijn moeder te vereren met de titel keizerin. Han Hedi weigerde echter Keizerin-weduwe Dou haar titel af te nemen, en hij begroef haar met alle eerbewijzen.

### Qiang opstanden
Een van de grote problemen voor de Oostelijke Han-dynastie die begon tijdens de regering van Han Hedi, waren de Qiang opstanden. Tijdens de regering van Han Hedi`s vader Han Zhangdi waren de opstanden al begonnen, maar het werd nu pas echt een probleem. In 92 toen Deng Xun, de ambtenaar die de leiding had over Qiangs zaken, stierf, waren de Qiang stammen grotendeels gepacificeerd door zijn goede strijdtactieken. Maar na Xun`s dood maakte de nieuwe ambtenaar Nie Shang het de Qiang hoofdman Mitang erg moeilijk, en Mitang kwam in opstand. In 93 slaagde de nieuwe ambtenaar Guan You erin om de Qiang stammen te verslaan, andere stammen ertoe aan te zetten zich bij hem aan te sluiten, maar hij slaagde er niet om Mitang gevangen te nemen, en die bleef een dreiging. Na Guan`s dood leed zijn opvolger Shi Chong, zware verliezen tegen Mitang. Mitang, echter, zou zich in 98 overgeven bij gebrek aan bondgenoten. Later dat jaar zou Han Hedi hem zelfs ontvangen bij een ambtenarenvergadering. In 100 kwam Mitang echter opnieuw in opstand, geïrriteerd door ambtenaren die de bevolking onderdrukten, terwijl zijn volk op arme grond leefde. Deze keer was hij echter geen grote dreiging maar alleen een lastig probleem.

### Hof problemen
In 96 maakte Han Hedi een van zijn favoriete concubines, Consorte Yin, die afstamde van de broer van Han Guangwudi`s vrouw, tot Keizerin Yin Lihua. Ze wordt omschreven als beeldschoon, maar kort en onhandig. In het bijzonder werd ze jaloers op een van Han Hedi`s andere favoriete concubines, Consorte Deng Sui, de kleindochter van Guangwudi`s eerste minister Deng Yu. Er wordt gezegd dat Consort Deng er alles aan heeft gedaan de situatie te relativeren door zich nederig te gedragen tegenover Keizerin Yin, maar dit maakte haar wrok alleen maar erger. Een keer toen Han Hedi ziek was, maakte Keizerin Yin de opmerking dat als ze eenmaal Keizerin-weduwe was, ze de Dengs zou laten uitmoorden. Toen ze deze opmerking hoorde overwoog Consorte Deng zelfmoord te plegen. Een andere hofdame redde haar door haar wijs te maken dat Han Hedi was genezen. Echter, Han Hedi genas ook daadwerkelijk snel en Consorte Deng en haar familie ontsnapten aan een gruwelijk lot. 
In 102 werden Keizerin Yin en haar grootmoeder, Deng Zhu, beschuldigd van het gebruik van hekserij om keizerlijke hofdames te vervloeken. Deng Zhu en haar zonen, Keizerin Yin en haar broer Yin Fu stierven in vernedering en marteling. Keizerin Yin werd afgezet en haar vader Yin Gang pleegde zelfmoord. De rest van de familie werd verbannen. Keizerin stierf waarschijnlijk nog in 102.
Nadat Keizerin Yin was afgezet werd Consorte Deng Keizerin. Terwijl ze keizerin was wees ze constant Han Hedi's voorstellen om haar broers te promoveren af, zo hadden ze dus niet veel invloed tijdens Han Hedi's regering.

## Dood en opvolging
Keizerin Deng en de concubines waren kinderloos voor een heel lange tijd. Han Hedi lijkt veel kinderen terwijl ze nog jong waren te zijn verloren. Vermoedelijk waren sommige kinderen uit de weg geruimd door jaloerse concubines. Laat in Han Hedi`s regering had hij twee zonen, Liu Sheng en Liu Long, waarvan de moeders niet bekend waren. Hij besloot dat ze beter bij pleegouders buiten het paleis konden opgroeien.
In 105 stierf Han Hedi. Tegen die tijd was de oudste zoon, Liu Sheng, nog steeds jong (ook al is zijn precieze leeftijd onduidelijk) en hij leek constant ziek te zijn. De jongere Liu Long was pas 100 dagen oud. Beiden werden weer verwelkomd in het paleis. Keizerin Deng maakte Liu Long kroonprins omdat ze geloofde dat hij gezonder was, en diezelfde nacht werd hij uitgeroepen tot keizer als Han Shangdi. Han Shangdi zou maar een jaar oud worden en sterven in 106. Na Keizer Shang`s dood kwam Keizerin Deng tot de ontdekking dat Liu Sheng misschien wel helemaal niet zo ziek was. Maar omdat ze bang was dat hij het haar later kwalijk zou nemen dat zij hem niet eerst keizer had gemaakt, weigerde ze hem keizer te maken, en maakte Prins Qing`s zoon Liu Hu keizer als Han Andi.

## Periode namen
- Yongyuan 89-105
- Yuanxing 105